# Paul Maria Joseph Senitzer
Paul Maria Joseph Senitzer (Gleisdorf, 25 marzo 1760 – Esseg, 20 giugno 1830) è stato un generale austriaco.

## Biografia
Senitzer nacque in Stiria, a Gleisdorf, il 25 marzo 1760, figlio di un amministratore locale. Si arruolò nell'esercito imperiale quando aveva appena 15 anni nel reggimento di fanteria Kolowrat col quale prese parte alla guerra di successione bavarese, rimanendo ferito cinque volte sul campo. Dopo lo scoppio della Rivoluzione francese, prese parte al contrasto dell'avanzata dei francesi in Italia, combattendo nella battaglia di Novi del 1799 col grado di capitano dei granatieri, distinguendosi in un attacco alla baionetta di straordinario valore.
Nelle guerre napoleoniche successive divenne colonnello del reggimento di fanteria Benjowsky, coprendo la ritirata dell'esercito austriaco dopo la battaglia di Wagram, e poi ricevette l'ordine di difendere Hollabrunn fino all'ultimo uomo. Nonostante i forti attacchi nemici che misero a ferro e fuoco il villaggio, il colonnello Senitzer resistette fino a mezzanotte, dopodiché gli fu ordinato di ritirarsi. L'arciduca Carlo lo insignì personalmente per quest'azione della croce di cavaliere dell'Ordine militare di Maria Teresa il 13 giugno 1809.
Prese parte alla campagna militare del 1812 e poi a quella del 1813-1815 in Italia. In quest'ultimo teatro bellico, quando il generale Decouchy avanzò verso Rovigo passando per Castro e Rovardire, avanzò verso il ponte navale di Boara ed incontrò il colonnello Senitzer con solo quattro compagnie al suo seguito, ma quest'ultimo fu in grado di resistere con decisione agli attacchi del generale francese e non solo lo costrinse a deviare dalla sua posizione, ma lo respinse sino a Rovigo. Nella campagna del 1815, Senitzer prestò servizio sotto il generale Bianchi col grado di maggiore generale, comandando una brigata di fanteria; ancora una volta impegnato in Italia, attaccò la retroguardia francese il 14 aprile di quell'anno attraversando il Panaro presso Vignola e combattendo poi il 2 e 3 maggio successivo nella battaglia di Tolentino contro l'armata di Gioacchino Murat. Circondò quindi la rocca di Pescara, iniziandone il bombardamento il 25 maggio, e facendo capitolare la città il 28 maggio successivo, catturando 50 ufficiali nemici e 80 cannoni.
Sempre nel 1815, il Senitzer decise rendersi disponibile per l'esercito d'occupazione in Francia, ottenendo il rango di generale di brigata e da dove nel 1818 tornò in patria. Nel 1826 venne nominato su sua richiesta comandante militare della fortezza di Esseg dove prestò servizio sino all'età di 70 anni, morendovi. Nel 1821 ottenne il rango di barone.